# Кубок ЄГФ
Кубок Європейської гандбольної федерації (Кубок ЄГФ) — щорічний турнір європейських гандбольних клубів.
Турнір проводиться серед чоловічих гандбольних команд з 1981 року, спочатку під егідою Міжнародної гандбольної федерації (IHF) під назвою Кубок IHF; з 1993 року організовується Європейська федерація гандболу (EHF), відповідно турнір проводиться під егідою EHF. З сезону 2012/13 турнір було об'єднано з Кубком володарів Кубків ЄГФ і проводиться під назвою Кубок ЄГФ.
Розіграш турніру проходить за системою вибування, кількість турів в різні роки відрізнялась:
- до сезону 1997/98 складався з шести турів: туру на вибування, 1/16 фіналу, 1/8 фіналу, чвертьфіналу, півфіналу та фіналу;
- у сезонах 1998/99, 1999/00 складався з п'яти турів: 1/16 фіналу, 1/8 фіналу, чвертьфіналу, півфіналу та фіналу;
- у сезонах 2000/01 — 2002/03, 2009/10 складався з семи турів: чотирьох кваліфікаційних, чвертьфіналу, півфіналу та фіналу;
- у сезонах 2003/04, 2004/05 складався з шести турів: двох кваліфікаційних, 1/8 фіналу, чвертьфіналу, півфіналу та фіналу;
- у сезонах 2010/11, 2011/12 складався з семи турів: трьох кваліфікаційних, 1/8 фіналу, чвертьфіналу, півфіналу та фіналу;
- З сезону 2012/13 складається з шести турів: трьох кваліфікаційних, чвертьфіналу, півфіналу та фіналу.

Для кожного туру визначаються пари учасників. Команди грають один проти одного два матчі: вдома і на виїзді, а переможець визначається сукупним балом. Кількість команд, які змагаються в перших трьох раундах, відрізнятися від одного сезону до іншого. У сезоні 2017/18 Україну представляв запорізький гандбольний клуб ZTR. Їх суперником у першому кваліфікаційному раунді був клуб «Крієнс-Люцерна» (Швейцарія). За результатами двох матчів 24:20 та 23:21 в наступний етап пройшла команда «Крієнс-Люцерна».
Рішенням виконкому ЄГФ від 15 грудня 2018 р. починаючи з сезону 2020/21 Кубок ЄГФ змінить формат та назву на Європейську гандбольну лігу. У груповому турнірі братимуть участь 24 команди, 12 з яких потраплятимуть в турнір за підсумками двох кваліфікаційних раундів.

## Переможці та фіналісти турніру
| 1981/82 | «Гуммерсбах»                      | 23:14                             | «Железнічар» (Сараєво)            |                                   |                                   |                                   |                                   |
| 1982/83 | ЗІІ/ZTR (Запоріжжя)               | 23:16, 22:20                      | «Карлскруна»                      |                                   |                                   |                                   |                                   |
| 1983/84 | «Гросвальштадт»                   | 16:15, 20:19                      | «Гладсаксе»                       |                                   |                                   |                                   |                                   |
| 1984/85 | «Мінаур» (Бая-Маре)               | 22:17, 14:18                      | ЗІІ/ZTR (Запоріжжя)               |                                   |                                   |                                   |                                   |
| 1985/86 | «Дьйор»                           | 23:17, 20:24                      | «Аліканте»                        |                                   |                                   |                                   |                                   |
| 1986/87 | «Гранітас» (Каунас)               | 23:23, 18:18                      | «Атлетико» (Мадрид)               |                                   |                                   |                                   |                                   |
| 1987/88 | «Мінаур» (Бая-Маре)               | 20:21, 23:20                      | «Гранітас» (Каунас)               |                                   |                                   |                                   |                                   |
| 1988/89 | «Дюссельдорф»                     | 16:17, 19:16                      | «Форвертс» (Франкфурт-на-Одері)   |                                   |                                   |                                   |                                   |
| 1989/90 | СКІФ (Краснодар)                  | 25:27, 29:13                      | «Пролетер» (Зренянин)             |                                   |                                   |                                   |                                   |
| 1990/91 | «Борац» (Баня-Лука)               | 20:15, 23:24                      | «Чехівські ведмеді» (Москва)      |                                   |                                   |                                   |                                   |
| 1991/92 | «Валлау»                          | 23:25, 22:20                      | «СКА» (Мінськ)                    |                                   |                                   |                                   |                                   |
| 1992/93 | «Кантабрія» (Сантандер)           | 24:20, 26:20                      | «Баєр» (Дормаген)                 |                                   |                                   |                                   |                                   |
| 1993/94 | «Авідеса» (Альсіра)               | 23:19, 21:22                      | «Лінде» (Лінц)                    |                                   |                                   |                                   |                                   |
| 1994/95 | «Гранульєс»                       | 26:24, 23:21                      | «Політ» (Челябінськ)              |                                   |                                   |                                   |                                   |
| 1995/96 | «Гранульєс»                       | 28:18, 28:27                      | «Шахтар-Академія» (Донецьк)       |                                   |                                   |                                   |                                   |
| 1996/97 | «Гандевітт» (Фленсбург)           | 32:25, 19:24                      | «Вірум»                           |                                   |                                   |                                   |                                   |
| 1997/98 | «Кіль»                            | 23:25, 26:21                      | «Гандевітт» (Фленсбург)           |                                   |                                   |                                   |                                   |
| 1998/99 | «Магдебург»                       | 22:30, 31:22                      | «Вальядолід»                      |                                   |                                   |                                   |                                   |
| 1999/00 | «Меткович»                        | 24:22, 23:25                      | «Гандевітт» (Фленсбург)           |                                   |                                   |                                   |                                   |
| 2000/01 | «Магдебург»                       | 27:27, 26:22                      | «Меткович»                        |                                   |                                   |                                   |                                   |
| 2001/02 | «Кіль»                            | 36:29, 24:28                      | «Барселона»                       |                                   |                                   |                                   |                                   |
| 2002/03 | «Барселона»                       | 35:23, 33:26                      | «Лукойл-Динамо» (Астрахань)       |                                   |                                   |                                   |                                   |
| 2003/04 | «Кіль»                            | 32:28, 27:19                      | «Альтеа»                          |                                   |                                   |                                   |                                   |
| 2004/05 | «ТУСЕМ» (Ессен)                   | 22:30, 31:22                      | «Магдебург»                       |                                   |                                   |                                   |                                   |
| 2005/06 | «Лемго»                           | 30:29, 25:22                      | «ФрішАуф» (Геппінген)             |                                   |                                   |                                   |                                   |
| 2006/07 | «Магдебург»                       | 30:30, 31:28                      | «Арагон» (Сарагоса)               |                                   |                                   |                                   |                                   |
| 2007/08 | «Нордгорн-Лінген»                 | 31:27, 29:30                      | «Копенгаген»                      |                                   |                                   |                                   |                                   |
| 2008/09 | «Гуммерсбах»                      | 29:28, 26:22                      | «Горенє» (Веленє)                 |                                   |                                   |                                   |                                   |
| 2009/10 | «Лемго»                           | 24:18, 28:30                      | «Кадеттен» (Шаффхаузен)           |                                   |                                   |                                   |                                   |
| 2010/11 | «ФрішАуф» (Геппінген)             | 23:21, 30:26                      | «Гросвальштадт»                   |                                   |                                   |                                   |                                   |
| 2011/12 | «ФрішАуф» (Геппінген)             | 26:26, 34:28                      | «Дюнкерк»                         |                                   |                                   |                                   |                                   |
| 2012/13 | «Райн-Неккар Левен» (Мангейм)     | 26:24                             | «Нант»                            |                                   |                                   |                                   |                                   |
| 2013/14 | «Пік Сегед» (Сегед)               | 29:28                             | «Монпельє»                        |                                   |                                   |                                   |                                   |
| 2014/15 | «Фюхсе» (Берлін)                  | 30:27                             | «Гамбург»                         |                                   |                                   |                                   |                                   |
| 2015/16 | «ФрішАуф» (Геппінген)             | 32:26                             | «Нант»                            |                                   |                                   |                                   |                                   |
| 2016/17 | «ФрішАуф» (Геппінген)             | 30:22                             | «Фюхсе» (Берлін)                  |                                   |                                   |                                   |                                   |
| 2017/18 | «Фюхсе» (Берлін)                  | 28:25                             | «Сен-Рафаель»                     |                                   |                                   |                                   |                                   |
| 2018/19 | «Кіль»                            | 26:22                             | «Фюхсе» (Берлін)                  |                                   |                                   |                                   |                                   |
| 2019/20 | Скасовано через пандемію COVID-19 | Скасовано через пандемію COVID-19 | Скасовано через пандемію COVID-19 | Скасовано через пандемію COVID-19 | Скасовано через пандемію COVID-19 | Скасовано через пандемію COVID-19 | Скасовано через пандемію COVID-19 |
| 2020/21 |                                   |                                   |                                   |                                   |                                   |                                   |                                   |
| 2021/22 |                                   |                                   |                                   |                                   |                                   |                                   |                                   |

## Найуспішніші клуби
| Клуб                          | Переможець | Фіналіст | Сезони перемоги        | Сезони фіналу |
| ----------------------------- | ---------- | -------- | ---------------------- | ------------- |
| «ФрішАуф» (Геппінген)         | 4          |          | 2011, 2012, 2016, 2017 |               |
| «Магдебург»                   | 3          | 1        | 1999, 2001, 2007       | 2005          |
| «Кіль»                        | 3          |          | 1998, 2002, 2004       |               |
| «Мінаур» (Бая-Маре)           | 2          |          | 1985, 1988             |               |
| «Гранульєс»                   | 2          |          | 1995, 1996             |               |
| «Гуммерсбах»                  | 2          |          | 1982, 2009             |               |
| «Лемго»                       | 2          |          | 2006, 2010             |               |
| «Фленсбург-Гандевітт»         | 1          | 2        | 1997                   | 1998, 2000    |
| ZTR (Запоріжжя)               | 1          | 1        | 1983                   | 1985          |
| «Гросвальштадт»               | 1          | 1        | 1984                   | 2011          |
| «Гранітас» (Каунас)           | 1          | 1        | 1987                   | 1988          |
| «Меткович»                    | 1          | 1        | 2000                   | 2001          |
| «Барселона»                   | 1          | 1        | 2003                   | 2002          |
| «Фюхсе» (Берлін)              | 1          | 1        | 2015                   | 2017          |
| «Дьйор»                       | 1          |          | 1986                   |               |
| «Дюссельдорф»                 | 1          |          | 1989                   |               |
| СКІФ (Краснодар)              | 1          |          | 1990                   |               |
| «Борац» (Баня-Лука)           | 1          |          | 1991                   |               |
| «Валлау»                      | 1          |          | 1992                   |               |
| «Кантабрія» (Сантандер)       | 1          |          | 1993                   |               |
| «Авідеса» (Альсіра)           | 1          |          | 1994                   |               |
| «ТУСЕМ» (Ессен)               | 1          |          | 2005                   |               |
| «Нордхорн-Лінген»             | 1          |          | 2008                   |               |
| «Райн-Неккар Левен» (Мангейм) | 1          |          | 2013                   |               |
| «Пік Сегед» (Сегед)           | 1          |          | 2014                   |               |

## Досягнення українських клубів
В таблиці вказано етап Кубку ЄГФ на якому команда вибула з боротьби за Кубок
| Клуб                        | Кваліфікаційні раунди | Кваліфікаційні раунди     | Кваліфікаційні раунди     | Кваліфікаційні раунди | 1/6 фіналу       | 1/8 фіналу       | 1/4 фіналу | 1/2 фіналу | Фінал   | Володар |
| --------------------------- | --------------------- | ------------------------- | ------------------------- | --------------------- | ---------------- | ---------------- | ---------- | ---------- | ------- | ------- |
| Клуб                        | 1-й                   | 2-й                       | 3-й                       | 4-й                   | 1/6 фіналу       | 1/8 фіналу       | 1/4 фіналу | 1/2 фіналу | Фінал   | Володар |
| «Шахтар-Академія» (Донецьк) |                       | 2000/01, 2006/07          | 2003/04                   |                       | 1999/00          | 1998/99, 2005/06 |            |            | 1995/96 |         |
| ЗТР (Запоріжжя)             | 2017/18               | 2015/16                   | 2009/10, 2010/11, 2016/17 | 2000/01, 2001/02      |                  |                  | 1994/95    |            | 1985    | 1983    |
| «Портовик» (Южне)           |                       | 2001/02, 2010/11, 2013/14 | 2004/05, 2008/09          | 2002/03               |                  |                  | 2007/08    |            |         |         |
| «Будівельник» (Бровари)     |                       | 2009/10                   |                           |                       | 1996/97, 1997/98 |                  |            |            |         |         |
| «Мотор» (Запоріжжя)         |                       |                           |                           |                       |                  |                  | 2012/13    |            |         |         |
| «Динамо» (Полтава)          |                       |                           | 2010/11                   | 2009/10               |                  |                  |            |            |         |         |
| СКА (Київ)                  |                       |                           |                           |                       |                  |                  | 1993/94    |            |         |         |

## Див.також
- Ліга чемпіонів ЄГФ (чоловіки)
- Ліга чемпіонів ЄГФ (жінки)
- Кубок володарів кубків EHF (жінки)
- Кубок виклику ЄГФ (жіночий турнір)
- Жіночий Кубок ЄГФ